# Gretienus Gommers
Gretienus Gommers (Kollumerzwaag, 14 maart 1975) is een veldrijder uit Nederland. Jarenlang reed hij verdienstelijk mee in het veldritpeloton en maakte deel uit van de Nederlandse selectie (in wereldbekerverband). Hij is een generatiegenoot van Maarten Nijland, Richard Groenendaal en Camiel van den Bergh. Op 4 januari 2002 werd bekend dat hij zijn loopbaan als beroepsrenner moest beëindigen vanwege een terugkerende liesblessure.
Zijn beste resultaten in de wereldkampioenschappen in de diverse leeftijdscategorieën waren:
- Juniores: 1ste, wereldkampioen (Koksijde,1994) voor Kamil Ausbuher (Cze) en Ben Berden (Bel);
- Beloften: 5de (München, 1997) achter wereldkampioen Sven Nijs (Bel), Bart Wellens (Bel), Christophe Morel (Fra), en Miguel Martinez (Fra);
- Elite: 17de (Tabor, 2001) op 3’39” van wereldkampioen Erwin Vervecken (Bel).

## Overwinningen
- 1997 Nederlands Kampioenschap Beloften
- 1998 Eerde (Ned)
- 1999 Lieshout (Ned)
- 2000 Woerden (Ned)
- 2001 Etten-Leur (Ned)

## Podiumplaatsen
- 1998 2de : Lieshout (Ned)
- 1999 3de : Woerden (Ned)
- 1999 2de : Schijndel (Ned)
- 1999 2de : Woerden (Ned)
- 2001 2de : Lieshout (Ned)

## Eindstanden
| Jaar | Wereldbeker | GVA Trofee | Superprestige                                           |
| 2001 | s           | s          | 17de met 39pt. Richard Groenendaal werd 1ste met 194pt. |

## Deelnames aan hetWK veldrijdenbij de elite
- 1998 (Middelfart, Denemarken) 48ste

Wereldkampioen = Mario De Clercq
- 2001 (Tábor, Tsjechië) 17de

Wereldkampioen = Erwin Vervecken

## Nederlands KampioenschappenVeldrijden
- 1992 3de (Junioren)
- 1993 2de (Junioren)
- 1994 1ste (Beloften)
- 1995 2de (Beloften)
- 1996 (Zwolle) 7de (Beloften)
- 1997 (Zeddam) 1ste (Beloften)
- 1998 (Woerden) 6de
- 1999 (Heerlen) 6de
- 2000 (Gieten) -
- 2001 6de
- 2002 (Zeddam) -

## Ploegen
- 1996 ?
- 1997 VKS
- 1998 VKS
- 1999 VKS
- 2000 WTC Woerden
- 2001 Team Rietveld – WTC Woerden